# Tiro ai Giochi della XXVIII Olimpiade - Carabina 50 metri 3 posizioni maschile
La gara di carabina 50 metri 3 posizioni maschile ai Giochi della XXVIII Olimpiade si svolse il 22 agosto 2004 al Markopoulo Olympic Shooting Centre di Markopoulo Mesogaias, vicino ad Atene. Presero parte 40 tiratori da 29 nazioni.

## Qualificazioni
| Pos. | Atleta               | Nazione              | Sdraiato | In piedi | In ginocchio | Totale | Note |
| ---- | -------------------- | -------------------- | -------- | -------- | ------------ | ------ | ---- |
| 1    | Jia Zhanbo           | Cina                 | 398      | 386      | 387          | 1171   | Q    |
| 2    | Matthew Emmons       | Stati Uniti          | 399      | 387      | 383          | 1169   | Q    |
| 3    | Christian Planer     | Austria              | 396      | 381      | 390          | 1167   | Q    |
| 4    | Artur Ajvazjan       | Ucraina              | 396      | 380      | 390          | 1166   | Q    |
| 5    | Rajmond Debevec      | Slovenia             | 397      | 384      | 385          | 1166   | Q    |
| 6    | Thomas Farnik        | Austria              | 395      | 383      | 387          | 1165   | Q    |
| 7    | Michael Anti         | Stati Uniti          | 398      | 385      | 382          | 1165   | Q    |
| 8    | Artëm Chadžibekov    | Russia               | 397      | 374      | 393          | 1164   | Q    |
| 9    | Jozef Gönci          | Slovacchia           | 397      | 382      | 383          | 1162   |      |
| 9    | Sergej Kovalenko     | Russia               | 393      | 380      | 389          | 1162   |      |
| 9    | Park Bong-duk        | Corea del Sud        | 394      | 382      | 386          | 1162   |      |
| 12   | Timothy Lowndes      | Australia            | 398      | 374      | 389          | 1161   |      |
| 12   | Christian Lusch      | Germania             | 396      | 376      | 389          | 1161   |      |
| 12   | Vyacheslav Skoromnov | Uzbekistan           | 394      | 380      | 387          | 1161   |      |
| 15   | Juha Hirvi           | Finlandia            | 396      | 378      | 386          | 1160   |      |
| 16   | Tevarit Majchacheeap | Thailandia           | 388      | 385      | 386          | 1159   |      |
| 16   | Masaru Yanagida      | Giappone             | 394      | 381      | 384          | 1159   |      |
| 18   | Marcel Bürge         | Svizzera             | 399      | 379      | 380          | 1158   |      |
| 19   | Maik Eckhardt        | Germania             | 397      | 377      | 383          | 1157   |      |
| 19   | Liu Zhiwei           | Cina                 | 394      | 382      | 381          | 1157   |      |
| 19   | Péter Sidi           | Ungheria             | 398      | 381      | 378          | 1157   |      |
| 22   | Espen Berg-Knutsen   | Norvegia             | 399      | 374      | 383          | 1156   |      |
| 22   | Igor Pirekeýew       | Turkmenistan         | 399      | 376      | 381          | 1156   |      |
| 24   | Roger Hansson        | Svezia               | 391      | 378      | 386          | 1155   |      |
| 24   | Tomáš Jeřábek        | Rep. Ceca            | 395      | 375      | 385          | 1155   |      |
| 26   | Dick Boschman        | Paesi Bassi          | 392      | 381      | 381          | 1154   |      |
| 26   | Jurij Suchorukov     | Ucraina              | 390      | 378      | 386          | 1154   |      |
| 28   | Stevan Pletikosić    | Serbia e Montenegro  | 390      | 382      | 381          | 1153   |      |
| 29   | Sjarhej Martynaŭ     | Bielorussia          | 394      | 378      | 380          | 1152   |      |
| 30   | Harald Stenvaag      | Norvegia             | 396      | 368      | 385          | 1149   |      |
| 31   | Václav Bečvář        | Rep. Ceca            | 396      | 367      | 385          | 1148   |      |
| 31   | Marco De Nicolo      | Italia               | 398      | 377      | 373          | 1148   |      |
| 33   | Vital' Bubnovič      | Bielorussia          | 393      | 369      | 382          | 1144   |      |
| 33   | Nedžad Fazlija       | Bosnia ed Erzegovina | 388      | 381      | 375          | 1144   |      |
| 35   | Sven Haglund         | Svezia               | 393      | 372      | 377          | 1142   |      |
| 36   | Roberto José Elías   | Messico              | 389      | 376      | 372          | 1137   |      |
| 36   | Ángel Velarte        | Argentina            | 389      | 368      | 380          | 1137   |      |
| 38   | Pablo Álvarez        | Argentina            | 394      | 360      | 381          | 1135   |      |
| 38   | Evangelos Liogrīs    | Grecia               | 390      | 363      | 381          | 1135   |      |
| 40   | Aleksandr Babčenko   | Kirghizistan         | 393      | 364      | 373          | 1130   |      |

## Finale
| Pos. | Atleta            | Nazione     | Qualificazioni | 1    | 2    | 3    | 4    | 5    | 6    | 7    | 8    | 9    | 10   | Finale | Totale |
| ---- | ----------------- | ----------- | -------------- | ---- | ---- | ---- | ---- | ---- | ---- | ---- | ---- | ---- | ---- | ------ | ------ |
|      | Jia Zhanbo        | Cina        | 1171           | 9.4  | 10.1 | 10.4 | 8.4  | 8.7  | 9.9  | 9.9  | 8.8  | 7.8  | 10.1 | 93.5   | 1264.5 |
|      | Michael Anti      | Stati Uniti | 1165           | 10.4 | 8.8  | 9.3  | 10.6 | 10.8 | 8.5  | 10.4 | 10.8 | 8.1  | 10.4 | 98.1   | 1263.1 |
|      | Christian Planer  | Austria     | 1167           | 8.6  | 7.9  | 9.3  | 10.6 | 9.9  | 10.0 | 9.6  | 9.5  | 9.8  | 10.6 | 95.8   | 1262.8 |
| 4    | Rajmond Debevec   | Slovenia    | 1166           | 10.0 | 9.5  | 10.2 | 9.8  | 9.7  | 9.1  | 9.6  | 9.8  | 10.5 | 8.4  | 96.6   | 1262.6 |
| 5    | Artëm Chadžibekov | Russia      | 1164           | 10.4 | 9.5  | 10.0 | 9.7  | 9.2  | 9.7  | 10.6 | 9.7  | 9.1  | 9.7  | 97.6   | 1261.6 |
| 6    | Thomas Farnik     | Austria     | 1165           | 10.2 | 8.1  | 9.3  | 10.0 | 10.0 | 9.0  | 10.7 | 9.4  | 9.9  | 9.8  | 96.4   | 1261.4 |
| 7    | Artur Ajvazjan    | Ucraina     | 1166           | 9.0  | 8.1  | 10.2 | 9.1  | 10.1 | 10.0 | 10.7 | 9.3  | 8.7  | 9.8  | 95.0   | 1261.0 |
| 8    | Matthew Emmons    | Stati Uniti | 1169           | 9.4  | 10.4 | 9.3  | 10.4 | 9.5  | 10.1 | 9.9  | 9.4  | 10.0 | 0.0  | 88.4   | 1257.4 |